# Formula–1 mexikói nagydíj
A mexikói nagydíjat 1962-től 1970-ig, majd 1986-tól 1992-ig rendezték a mexikóvárosi Autódromo Hermanos Rodríguez versenypályán. 2015-ben, 23 év után újra visszatért ide a mezőny. A 2021-es szezon óta mexikóvárosi nagydíj néven szerepel a versenynaptárban.

## A Mexikói Nagydíj győztesei
| Év          | Versenyző                        | Gyártó                           | Helyszín                         | Részletek                        |
| ----------- | -------------------------------- | -------------------------------- | -------------------------------- | -------------------------------- |
| 2024        | Carlos Sainz Jr.                 | Ferrari                          | Mexikóváros                      | Részletek                        |
| 2023        | Max Verstappen                   | Red Bull-RBPT                    | Mexikóváros                      | Részletek                        |
| 2022        | Max Verstappen                   | Red Bull-RBPT                    | Mexikóváros                      | Részletek                        |
| 2021        | Max Verstappen                   | Red Bull-Honda                   | Mexikóváros                      | Részletek                        |
| 2020        | Törölve a Covid19-pandémia miatt | Törölve a Covid19-pandémia miatt | Törölve a Covid19-pandémia miatt | Törölve a Covid19-pandémia miatt |
| 2019        | Lewis Hamilton                   | Mercedes                         | Mexikóváros                      | Részletek                        |
| 2018        | Max Verstappen                   | Red Bull-TAG Heuer               | Mexikóváros                      | Részletek                        |
| 2017        | Max Verstappen                   | Red Bull-TAG Heuer               | Mexikóváros                      | Részletek                        |
| 2016        | Lewis Hamilton                   | Mercedes                         | Mexikóváros                      | Részletek                        |
| 2015        | Nico Rosberg                     | Mercedes                         | Mexikóváros                      | Részletek                        |
| 2014 – 1993 | Nem rendeztek                    | Nem rendeztek                    | Nem rendeztek                    | Nem rendeztek                    |
| 1992        | Nigel Mansell                    | Williams-Renault                 | Mexikóváros                      | Részletek                        |
| 1991        | Riccardo Patrese                 | Williams-Renault                 | Mexikóváros                      | Részletek                        |
| 1990        | Alain Prost                      | Ferrari                          | Mexikóváros                      | Részletek                        |
| 1989        | Ayrton Senna                     | McLaren-Honda                    | Mexikóváros                      | Részletek                        |
| 1988        | Alain Prost                      | McLaren-Honda                    | Mexikóváros                      | Részletek                        |
| 1987        | Nigel Mansell                    | Williams-Honda                   | Mexikóváros                      | Részletek                        |
| 1986        | Gerhard Berger                   | Benetton-BMW                     | Mexikóváros                      | Részletek                        |
| 1985 – 1971 | Nem rendeztek                    | Nem rendeztek                    | Nem rendeztek                    | Nem rendeztek                    |
| 1970        | Jacky Ickx                       | Ferrari                          | Mexikóváros                      | Részletek                        |
| 1969        | Denny Hulme                      | McLaren-Ford                     | Mexikóváros                      | Részletek                        |
| 1968        | Graham Hill                      | Lotus-Ford                       | Mexikóváros                      | Részletek                        |
| 1967        | Jim Clark                        | Lotus-Ford                       | Mexikóváros                      | Részletek                        |
| 1966        | John Surtees                     | Cooper-Maserati                  | Mexikóváros                      | Részletek                        |
| 1965        | Richie Ginther                   | Honda                            | Mexikóváros                      | Részletek                        |
| 1964        | Dan Gurney                       | Brabham-Climax                   | Mexikóváros                      | Részletek                        |
| 1963        | Jim Clark                        | Lotus-Climax                     | Mexikóváros                      | Részletek                        |
| 1962        | Trevor Taylor Jim Clark          | Lotus-Climax                     | Mexikóváros                      |                                  |

Az eltérő színnel jelölt verseny nem számított bele a világbajnokságba.

## Legsikeresebb versenyzők
| Győzelmek | Versenyző      | Győztes évek                 |
| --------- | -------------- | ---------------------------- |
| 5         | Max Verstappen | 2017, 2018, 2021, 2022, 2023 |
| 2         | Jim Clark      | 1963, 1967                   |
| 2         | Nigel Mansell  | 1987, 1992                   |
| 2         | Alain Prost    | 1988, 1990                   |
| 2         | Lewis Hamilton | 2016, 2019                   |